# Хосе Марія Кастельянос
Хосе Марія Кастельянос Ледо (ісп. José Maria Castellanos Ledo, 8 квітня 1909, Більбао, Країна Басків, Іспанія — 21 липня 1973) — іспанський футболіст, що грав на позиції захисника.

## Спортивна кар'єра
Виступав за «Атлетік» (Більбао). Основний захисник команди у перших чемпіонах Іспанії. Всього в Прімері провів 79 ігор.

## Досягнення
- Чемпіон Іспанії (3): 1930, 1931, 1934
- Володар Кубка Іспанії (4): 1930, 1931, 1932, 1933